# Florian Zeller
Florian Zeller (París, 28 de juny de 1979) és un escriptor i director francès.

## Biografia
Encara que va començar com a novel·lista, es va convertir ràpidament en un dramaturg famós.
És, segons el setmanari francès L'Express, «juntament amb Yasmina Reza, el millor dramaturg francès», i segons The Guardian «l'autor teatral més apassionant de la nostra època».
Florian Zeller és el dramaturg francès viu més representat fora de França. Va dirigir el seu primer llargmetratge en 2019, El pare, adaptant la seva pròpia obra teatral homònima, protagonitzada per Anthony Hopkins i Olivia Colman.

## Teatre

### França
Florian Zeller ha escrit més de deu obres, que es van estrenar a París entre 2004 i 2020, abans de ser representades per tot el món.
Els més grans actors francesos han interpretat les seves obres: Catherine Frot (Si tu mourais, el 2006), (La Vérité, el 2011 i Le Mensonge, el 2015), Robert Hirsch (El pare el 2012 
i Avant de s'envoler el 2016), Fabrice Luchini (Une heure de tranquillité, el 2013), Daniel Auteuil (L'Envers du décor, en 2016) o Isabelle Huppert (La Mère, en 2019)...
Les seves obres han rebut diversos premis a França, i en particular el Premi Molière
a la millor obra teatral per a (El Pare en 2014).

### Internacional
Després de la seva creació a França, en 2011, La Veritat es va estrenar en més de trenta països. A Londres, va guanyar la nominació de la «Millor comèdia de l'any» als Premis Laurence Olivier en 2017.
El pare és l'obra teatral de Zeller que fins ara ha collit el major èxit a l'estranger. A Londres, el periòdic The Guardian la va escollir la «millor obra de teatre de l'any». Es considera que és «l'obra la més aclamada de la dècada».
Segons The Times, és «una de les millors obres de la dècada».
El pare es va estrenar en més de 50 països, entre ells Espanya, els Estats Units, la Xina, el Brasil, el Perú, Austràlia, l'Índia, Israel, Sud-àfrica, Alemanya, Itàlia, Hong Kong, Eslovènia, Polònia…. i va guanyar nombrosos premis a tot el món.
Avant de s'envoler es va estrenar a Londres al setembre de 2018 amb el títol The Height of the Storm i va tenir molt d'èxit. Va ser triada «la millor obra de l'any 2018». Després es va estrenar a Broadway al setembre de 2019 amb el mateix elenc. Ha estat nomenada « millor obra de teatre del segle XXI» per The Guardian.
La Mère protagonitzada per Isabelle Huppert i Chris Noth en els papers principals es va estrenar a Nova York al febrer de 2019.
Le Fils es va estrenar a Londres en 2019 i va rebre una crítica excepcional. Segons The Times, és «una de les obres la més brillants de la dècada». Posteriorment es va estrenar a més de 30 països.

### Espanya
A Espanya, El Padre es va estrenar el 2016 al Teatre Romea de Barcelona, dirigit per José Carlos Plaza, amb Héctor Alterio.

## Cinema
Florian Zeller va dirigir el seu primer llargmetratge en 2020, El pare, adaptat la seva pròpia obra teatral homònima, protagonitzada per Anthony Hopkins i Olivia Colman. Va ser presentat el gener de 2020 en la selecció oficial del Festival de Sundance, i va ser rebut amb una excel·lent crítica · .
The father també ha estat seleccionat al Festival Internacional de Cinema de Toronto, el Festival de Cinema de Telluride i per al Festival Internacional de Cinema de Sant Sebastià

## Obres
- 2004: L'autre
- 2005: Le manège
- 2006: Si tu mourais, Prix Jeune Théâtre de l'Académie française
- 2008: Elle t'attend
- 2010: La mère
- 2011: La vérité
- 2012: Le père
- 2013: Une heure de tranquillité
- 2014: Le mensonge
- 2016: L'envers du décor
- 2016: Avant de s'envoler
- 2018: Le fils

## Novel·les
- 2002: Neiges artificielles, Flammarion
- 2003: Les amants du n'importe quoi, Flammarion
- 2004: La fascination du pire, Flammarion – Prix Interallié
- 2006: Julien Parme, Flammarion
- 2012: La jouissance, Gallimard

## Premis i distincions
Festival Internacional de Cinema de Sant Sebastià
| Any  | Categoria                         | Pel·lícula | Resultat  |
| ---- | --------------------------------- | ---------- | --------- |
| 2020 | Premi del Públic de Sant Sebastià | El pare    | Guanyador |